# Sajókeszi
Sajókeszi (szlovákul: Kesovce) község Szlovákiában, a Besztercebányai kerületben, a Rimaszombati járásban. A helyi és környékbeli magyar ajkú lakosság egyszerűen csak Keszinek hívja.

## Fekvése
Tornajától 9 km-re délkeletre fekszik.

## Története
Neve alapján a honfoglalás után a Keszi törzs szállásterülete lehetett. A települést 1232-ben említik először. 1247-ben Kezew, Kezw, 1323-ban Kezyw, 1347-ben Rekche a. n. Kezw alakban szerepel. 1412-ben a Czinege család birtoka, majd a 15. század után a Dancs és más nemes családoké. 1828-ban 31 házában 233 lakos élt, akik főként mezőgazdasággal foglalkoztak.
Vályi András szerint „Sajó Keszi. Elegyes falu Gömör Várm. földes Ura Dancs Urak, lakosai reformátusok, fekszik Náprágy, és Lenke mellett, szőlő hegye meg lehetős bort terem, gyüműltsösei jelesek, határjában földgye, és réttye közép termékenységű, piatza 5 mértföldnyire Rozsnyón, fája kevés van.”
Fényes Elek szerint „Sajó-Keszi, magyar f. Gömör vgyében, egy szük völgyben fekszik, nyugot felé Kövecses helységgel határos. Van benne reformatus templom; lelkek száma 305, kik mind reformatusok s eredet-szülte magyarok. Van benne 3 6/8 urbéri telek, 3 majorsági telkes gazda, 6 4/8 majorsági telek, 19 zsellér, majorsági szőllő 35, dézmás, 33 kapás; 150 hold erdő. Szántófölde mindent megterem, – rétje nem a legrosszabb takarmányt ad; van jó és bő legelője; a marhatenyésztésnek a lakosok kedvellői. Birják ezen helységet: Abaffi, Mumhárt, Pogonyi és Dancs urak. Ut. p. Putnok.”
Gömör-Kishont vármegye monográfiája szerint „Sajókeszi, a bánréve-dobsinai vasútvonal mentén fekvő magyar kisközség, 52 házzal és 266 ev. ref. vallású lakossal. E községről 1412-ben Kezy alakban történik említés, a mely időben a kövecsesi és málasi Czinege család a földesura. De ez időtájt már a Dancs család is birtokosa s rajta kívül a Szentkirályi család is részbirtokos; igényt tart reá a mellétei Barna család is. Később a Dancs családdal osztoznak birtokán az Abaffy, a Mumhárdt, a Pogonyi és a Szentmiklóssy családok. Jelenleg Szentmiklóssy Kálmánnak van itt nagyobb birtoka és újabb építésű úrilaka. Sajókeszihez tartozik Szent-Demeter puszta, mely 1340-ben mint külön község Zenthdemeter al. nom. Felharipan, majd Heripan és Alharipan néven szerepel és pedig 1412-ben mint a Czinege, 1413-tól 1880-ig mint a Dancs és 1483-ban, mint a Szentkirályi család birtoka. A községben levő ev. ref. templom 1814-ben épült. A község postája és vasúti megállóhelye Kövecses, távírója pedig Tornallya.”
A trianoni diktátumig Gömör-Kishont vármegye Tornaljai járásához tartozott. 1938–44 között újra Magyarország része.

## Népessége
| Év:            | 1994. | 2004.    | 2014.    | 2024.    |
| -------------- | ----- | -------- | -------- | -------- |
| Emberek száma: | 123   | 136      | 254      | 299      |
| Eltérés:       |       | +10,56 % | +86,76 % | +17,71 % |

| Év:            | 2023. | 2024.   |
| -------------- | ----- | ------- |
| Emberek száma: | 285   | 299     |
| Eltérés:       |       | +4,91 % |

1910-ben 222-en, túlnyomórészt magyarok lakták.
2001-ben 118 lakosából 80 magyar, 19 cigány, 13 szlovák.
2011-ben 233 lakosából 194 cigány, 27 magyar, 9 szlovák.

## Nevezetessége
1814-ben épült református temploma romokban hever.

## Külső hivatkozások
- E-obce.sk Archiválva 2007. december 8-i dátummal a Wayback Machine-ben
- Obce info.sk
- Sajókeszi Szlovákia térképén